# إجناثيو مانتييا برادا
إغناسيو مانتيلا برادا (12 أبريل 1957 في لوس سانتوس ) هو عالم رياضيات كولومبي . كان رئيسًا لجامعة كولومبيا الوطنية بين عامي 2012 و2018.

## طريق
درس الرياضيات في الجامعة الوطنية الكولومبية، حصل على الدرجة المقابلة في الرياضيات عام 1982؛ وأكمل دراسة الماجستير في نفس الجامعة حيث حصل على درجة الماجستير في الرياضيات عام 1984، وفي الوقت لائق سافر إلى ألمانيا كحانل منحه دراسية من مهمة التبادل الأكاديمي الألمانية،  وهناك حصل على الدكتوراه وأجرى دراسات ما بعد الدكتوراه في جامعة يوهان جوتنبرج. وقد قام بأنشطة التدريس و البحث في الجامعة الوطنية الكولومبي منذ أكتوبر 1983، عندما أنضم إليها كمساعد مدرس، ومنذ ذلك الحين، شق طريقه في التدريس و الإدارة مما دفعه إلى شغل العديد من المناصب الإدارية الأكاديمية ومن بينها ما يلي:

• مدير برنامج مناهج الرياضيات من عام 1993 إلى عام 1995
• مدير قسم الرياضيات و الإحصاء بكلية العلوم من أغسطس 1997 إلى مايو 2000.
•نائب عميد كلية العلوم للشؤون الأكاديمية من مايو عام 2000 إلى أكتوبر2002.
شغل خلال الجزء الأكبر من حياته المهنية منصب عضو في مجلس كلية العلوم وممثل في مجلس الجامعة (CSU).
برز في مسيرته الأكاديمية باهتمامه بمجالات التحليل العددي ، ونمذجة المحاكاة ، والمعادلات التفاضلية . وكان متحدثًا في العديد من المؤتمرات الوطنية والدولية حول هذه المواضيع، وأشرف على رسائل ماجستير ودكتوراه، تركزت بشكل رئيسي على النمذجة الرياضية. ويُذكر بشكل خاص لدعمه ومساهمته في إقرار قانون الطلاب الحالي في أحكامه الأكاديمية، ولقيادته الإصلاح الأكاديمي المُطبق منذ عام ٢٠٠٩ في الجامعة الوطنية الكولومبية. 
عمل استاذا لمادة الرياضيات في الجامعة الوطنية لمدة تزيد عن 35 عاما. تتركز مجالاته أبحاثه في التحليل العددي، والمعادلات التفاضلية، والنمذجه الرياضية، وخصوصا في تطبيقاتها في علم الأوبئه. وقد أشرف على مشاريع بحثية، وأطروحات، ورسائل ماجستير ودكتوراه في هذه المجالات. 
نشر العديد من الأعمال، والمداخلات، والنصوص الأكاديمية، والمقالات المتخصصة في المواضيع المرتبطة بأبحاثه، بالإضافة إلى سلسلة من النصوص الموجهة للتثقيف العلمي التى تهدف إلى نشر المعرفة العلمية. أحدث مؤلفاته هو كتاب بعنوان ملاحظات أساتذة الجامعة الوطنية: معادلات الرأى تاريخها وتأملات أغسطس 2021. 
خلال دراسته للدكتوراه، حصل على منحة من خدمة التبادل الأكاديمي الألمانية DAAD. كما عمل باحثا لما بعد الدكتوراه في كلية الرياضيات بجامعة يوهانس غوتبرغ في ماينز( ألمانيا) . في عام 2018، حصل على وسام الاستحقاق الفدرالي من الدرجة الأولى،  المسمي " الصليب الفيدرالي للاستحقاق"، و الممنوع من جمهورية ألمانيا الاتحادية. 
إلى جانب عملة الأكاديمي،  لديه خبرة واسعه في الإداره الجامعية وصياغه السياسيات في التعليم العالي. شغل منصب رئيس الجامعة الوطنية الكولومبية لفترتين متتاليين( 2012_2018) وقبل عمله كرئيس، شغل عدة مناصب في الجامعة الوطنية الكولومبية،  منها مدير دراسة الماجستير في الرياضيات،  منسق أول برنامج دكتوراه في الرياضيات في كولومبيا،  مدير قسم الرياضيات و الإحصاء،  نائب عميد كلية العلوم ، منسق إنشاء ماجستير في الرياضيات التطبيقيه،  المنسق الوطني لاعتماد الجودة، المدير الوطني للبرامج الدراسيه،  وعميد كلية العلوم لثلاث فترات متتالية (2006_2012 ) إضافة إلى كونه عضوا في المجلس الأعلى الجامعي لمدة اثني عشر عاما. 